# Château de Fourchaud
Le château de Fourchaud  est situé à Besson, en France.

## Localisation
Le château est situé au milieu du territoire de la commune de Besson, dans le département de l'Allier en région Auvergne-Rhône-Alpes. Il est situé non loin de la RCEA et en bordure de la route qui mène de Besson à Bresnay.

## Description

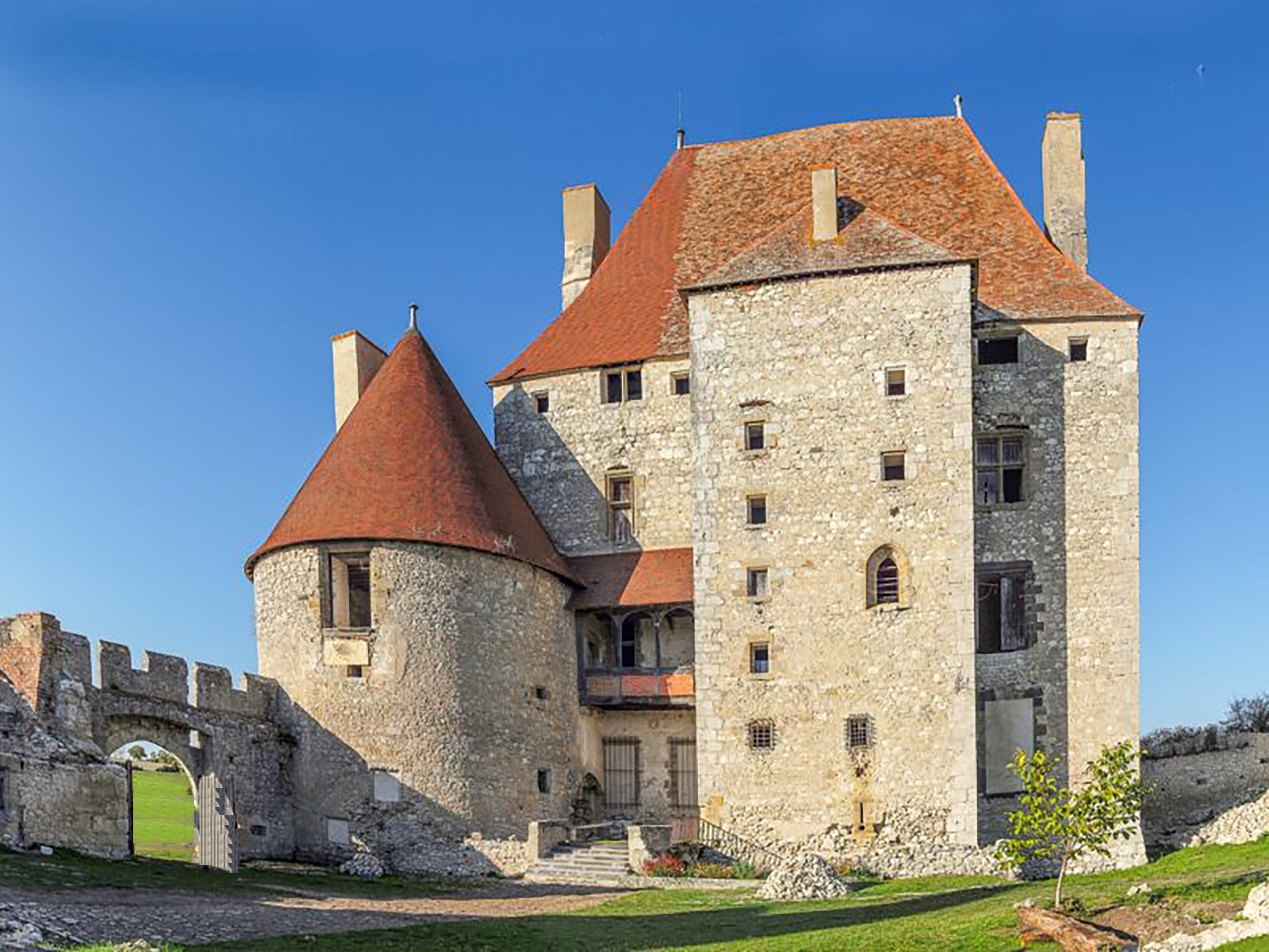
Façade sur la cour intérieure.

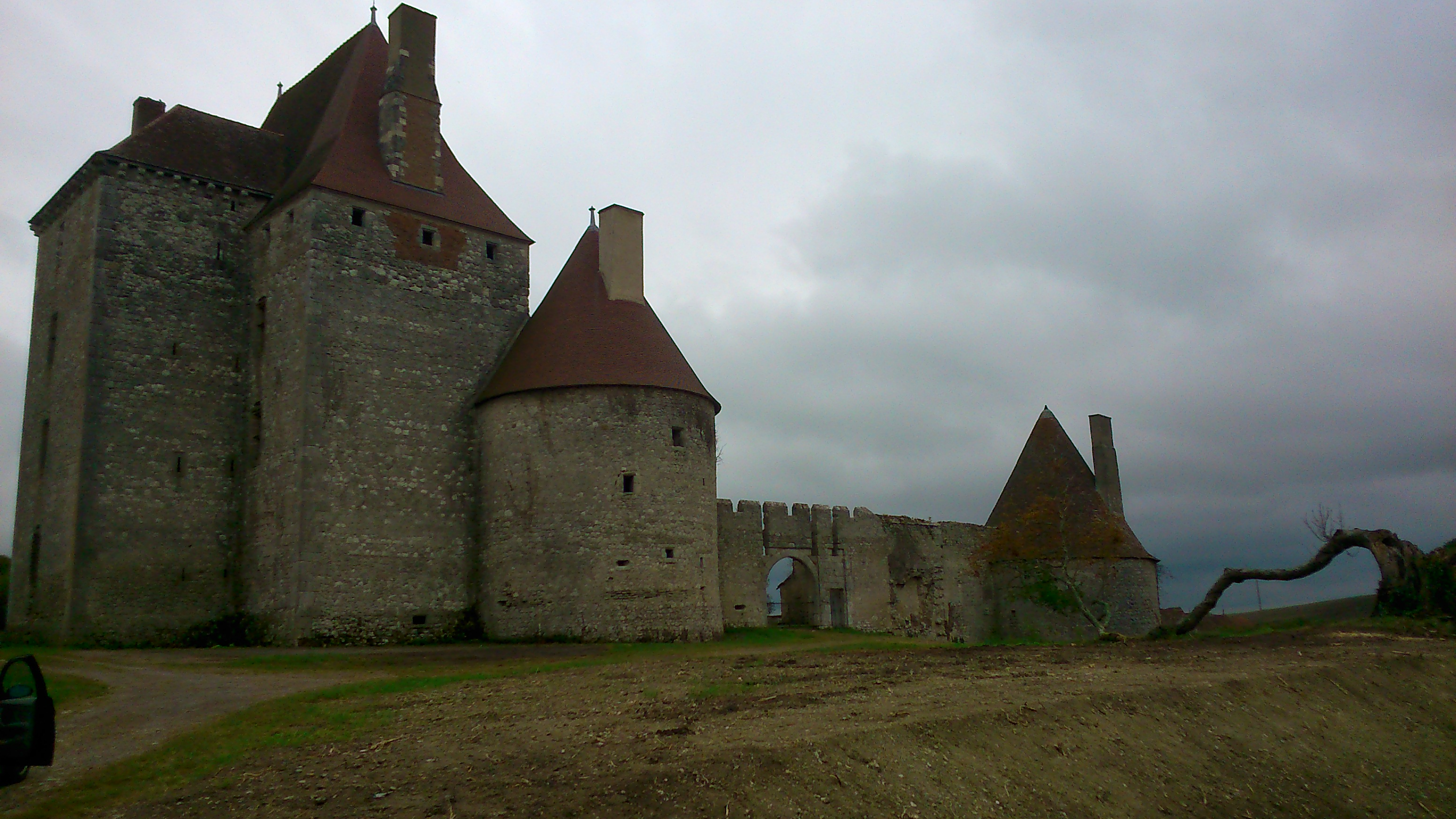

Le château de Fourchaud, constitué d'un donjon et d'une basse-cour, vestiges massifs des XIVe et XVe siècles, surplombe le Bourbonnais. La porte primitive, qui était défendue par un pont-levis, est toujours présente dans la courtine ouest. Le logis comporte deux étages composés chacun de deux pièces, situés sur un rez-de-chaussée et des caves voûtées,.
Situé dans un creux, il borde le ruisseau de Fourchaud et était autrefois entouré de douves sèches, probablement comblées au XVIIIe siècle. Les douves en eau qui entouraient le mur jardin en contrebas étaient encore bien visibles au début du siècle.

### Donjon du Petit Fourchaud
Le Petit Fourchaud, à moins de 100 m à l'est du Grand Fourchaud, est un donjon dont la haute toiture percée de toutes parts laisse envisager un triste sort. Le donjon comporte trois niveaux et possède deux loggias, au deuxième et au troisième étages. La situation très proche de ces deux donjons massifs et caractéristiques du Bourbonnais serait due, au XVIe siècle, à deux frères[réf. nécessaire] qui, à la suite d'une dispute, auraient voulu se séparer. Une raison plus logique est que la présence du Petit Fourchaud sur un piton rocheux plutôt élevé en fait une tour de guet qui devait communiquer autrefois avec la tour du couvent de Besson (disparue) et le château de Rochefort.
En 2023, le Petit Fourchaud a été retenu pour le loto du patrimoine (mission Stéphane Bern) ; il ne bénéficie pas pour le moment d'une protection MH. Le projet porte d'abord sur la mise hors d'eau et en sécurité du donjon, avec notamment le remplacement à l’identique de la charpente traditionnelle médiévale à ferme formant chevron ; les travaux correspondants devraient être réalisés entre mars et juin 2004. L'association Présence Bourbon, qui gère le site de Fourchaud, voudrait à terme y installer un musée consacré à Anne de France, régente du royaume et duchesse de Bourbon.

## Historique
Le nom Fourchaud semble provenir de « Fourche », puisque c'est là que se séparait la route gallo-romaine qui venait de Bourges et allait soit à Lyon, soit à Clermont-Ferrand. Les premières traces du château datent de 1351, où Jean Mareschal fait aveu de ses terres et de son château. Péronnelle de Cieux, veuve de Jean Mareschal, possède le château dans un acte de 1470. La famille Mareschal est toujours présente en 1560 puisque c'est Claude Mareschal (épouse de messire Antoine Pungsat, chevalier de l'ordre du roi et capitaine de 50 hommes d'armes des ordonnances du roi) qui le possède. 
Au début du XVIIe siècle, les Mareschal cèdent la place aux Hugon. Pierre Hugon, écuyer, était en 1625 sieur de Fourchaud, Givry, le Breuil et la Fouresthile. Sa femme est inhumée dans l'église de Besson. Ses descendants possèdent encore le château en 1741. En 1775, le marquis de Tilly, seigneur de Bostz, devient aussi seigneur de Fourchaud. 
Le château appartient aujourd'hui aux descendants de la maison de Bourbon-Parme, lointains héritiers de la famille Roussel de Tilly. Après une longue période d’abandon, le château fait l’objet d’une vaste campagne de restauration, sur plusieurs années, et ce, grâce à la volonté d'une poignée de bénévoles.
La courtine ouest et la tour ronde ont été classées au titre des monuments historiques par arrêté le 30 mai 1932.
Le jardin est inscrit au à l'inventaire supplémentaire des monuments historiques dans le cadre d'une démarche tendant à lui accorder le label de jardin remarquable.

## Marronnier
Un marronnier a vécu plus de trois cents ans près du château de Fourchaud. En décembre 2011, au cours de la tempête Joachim les rafales de vent ont brisé son tronc.